# Valravn (album)
 For alternative betydninger, se Valravn (flertydig). (Se også artikler, som begynder med Valravn)
Valravn er debutalbummet fra det danske folktronicaband Valravn. Det blev udgivet i den 17. oktober 2007. Det består af fortolkede version af traditionelle nordiske folkemelodier. Albummet blev positivt modtaget af anmelderne og modtog flere nomineringer ved Danish Music Awards Folk.

## Indhold
Albummet består af forskellige traditionelle nordiske folkemelodier og enkelte nye sange. Det sidste navngivne nummer på CD'en, "Harra Pætur Og Elinborg", blev efterfulgt af 10 minutters stilhed, hvorefter der følger et kort, unavngivet nummer på lidt over 2 minutter.
En af de traditionelle danske melodier er "Drømte Mig En Drøm", der er den ældste folkevise i Norden, hvor man har brugt noder.
Sangen "Òlavur Riddararós" er en færøsk folkemelodi, der også er blevet indspillet af det færøske heavy metalband Týr på deres album Eric the Red fra 2003.

## Modtagelse
Albummet blev positivt modtaget, og det fik fire ud af seks stjerne i musikmagasinet GAFFA. AllMusics anmelder Chris Nickson skrev at gruppen "formår at skabe den perfekte balance mellem fortid og fremtid" og at "den slags musik, der kan lokke unge ind i folkemusik". Han sluttede af med at kalde det "en vinder" og gav fire ud af fem stjerner.
Ved Danish Music Awards Folk i 2008 blev Valravn nomineret til til "Årets danske album". Samtidig blev gruppen også nomineret til "Årets danske artist (nutidig)" og "Årets danske debut" for albummet.

## Spor
1. "Hedebys" (traditionel dansk) - 4:27
2. "Drømte Mig En Drøm" (traditionel, dansk) - 3:55
3. "Krummi" (traditionel, islandsk) - 4:00
4. "Svend I Rosengaard" (traditionel, dansk)" - 4:40
5. "Marsk" - 5:14
6. "Vallevan" (traditionel, svensk) - 3:57
7. "Under Bølgen Blå" (traditionel, dansk) - 3:34
8. "Òlavur Riddararós" (traditionel, færøsk) - 3:04
9. "Kom Alle Væsener" - 4:35
10. "Bialowieska" - 5:00
11. "Harra Pætur Og Elinborg" (traditionel, færøsk) - 7:42
12. [Hidden track] - 2:10

## Personel
- Anna Katrin Egilstrøð (sang, santur, sansula, percussion, sampler)
- Juan Pino (davul, cajón, e-bow, dulcimer, percussion, sampler, sang)
- Christopher Juul (keyboard, sampler)
- Søren Hammerlund (drejelire, mandola, bouzouki, nøgleharpe, sampler)
- Martin Seeberg (viola, cello, fløjter, lyre, jødeharper, sang)